# اسمولاریته
اُسمولاریته مایعات مقدار مولی موادی است که در مایع حل شده‌اند و باعث تغییر فشار اسمزی شده‌اند، به عبارت دیگر اسمولاریته تعداد اسمول در یک لیتر محلول است.
اسمولاریته بر روی نقطه انجماد تأثیر می‌گذارد و روش رایج در دستگاه‌های اسمومتر اندازه‌گیری نقطه انجماد است.
اسمومتر دستگاهی است که برای سنجیدن فشار اسمزی مایعات به کار می‌رود.
کلیه یکی از اندام‌های مهم برای تنظیم اسمولاریته بدن مهره‌داران است و این کار را از طریق تشکیل ادرار انجام می‌دهد.
اصطلاح اسمولاریته غلظت املاح را در ۱۰۰۰ میلی‌لیتر محلول بیان می‌کند در حالی که اصطلاح اسمولالیته (با لام)، غلظت املاح را در ۱۰۰۰ گرم آب بیان می‌کند. در حالت اول یعنی اسمولاریته دما و مقدار املاح بر میزان اسمولاریته محلول مؤثر است ولی در حالت دوم یعنی اسمولالیته نه حرارت و نه مقدار املاح بر میزان اسمولالیته تأثیر ندارند.
میزان اسمولاریته محلول با این فرمول محاسبه می‌شود:
{\displaystyle \mathrm {osmol/L} =\sum _{i}\varphi _{i}\,n_{i}C_{i}}
اُسمول نمایانگر تعداد ذرات محلول است که از نظر اسمزی فعال هستند. هر اسمول معادل یک مول از ذرات حل شده است.
باتوجه به این که غلظت آب در یک محلول به تعداد ذرات ماده حل شدنی در محلول بستگی دارد، برای بیان غلظت کل ذرات حل شده صرف نطر از ترکیب واقعی آن‌ها به یک نامگذاری مشخص نیاز داریم. تعداد کل ذرات یک محلول را بر حسب اسمول اندازه می‌گیرند. هر اسمول (osm) معادل یک مول از ذرات حل شده‌است؛ بنابراین محلولی که حاوی یک مول گلوکز در هر لیتر باشد غلظت 1 osm/lit دارد. اگر مولکولی به دو یون تفکیک شود محلول 1 mol/lit آن غلظت اسمزی معادل 2 osm/lit خواهد داشت. به همین ترتیب ۱ مول از مولکولی که به سه یون تفکیک می‌شود غلظت اسمزی معادل 3 osm/lit خواهد داشت؛ لذا واژهٔ اسمول نمایانگر تعداد ذرات محلول است که از نظر اسمزی فعال هستند نه غلظت مولی. اصولاً برای بیان فعالیت اسمزی مواد حل شدنی در مایعات بدن، اسمول واحدی بیش از حد بزرگ است؛ بنابراین معمولاً از میلی اسمول استفاده می‌کنند که یک هزارم اسمول است.
اسمول به مفهوم سنجش غلظت ماده محلول بر حسب تعداد ذرات حل شده در محلول و نه بر حسب توده آن‌ها می‌باشد، که نقطه مقابل مول است. یک اسمول، تعداد ذرات (مولکول‌ها) در یک مول از ماده محلول غیز یونیزه یا محلول حل نشده می‌باشد. وقتی که یک ماده به دو قسمت (مولکول، ذره) یونیزه می‌شود، نیم مول معادل یک اسمول و یک مول معادل دو اسمول است. هنگامی که یک ماده به ۳ قسمت یونیزه می‌شود، یک سوم مول معادل یک اسمول ویک مول معادل ۳ اسمول است.
به‌طور مختصر اسمول را با Osm و میلی اسمول را با mOsm نشان می‌دهند.